# James Singleton
James Alexander Singleton (Chicago, Illinois, 20 de julio de 1981) es un exjugador de baloncesto estadounidense que disputó 5 temporadas en la NBA. Con 2,03 metros de altura, jugaba en la posición de alero.

## Carrera

### Universidad
Durante su carrera universitaria, Singleton asistió al Pearl River Community College y a la Universidad Murray State en Kentucky. En las dos campañas que pasó en Murray State promedió 13.5 puntos, 10.5 rebotes y 1.9 tapones en 60 partidos, siendo nombrado en el segundo mejor quinteto de la Ohio Valley Conference en 2002 y en el mejor en 2000, además de liderar la conferencia en rebotes en 2003. En Pearl River JC, promedió 10 puntos y 12 rebotes en su primer año, aumentando hasta los 14-15 en su segunda temporada. Lideró a Pearl River a un balance de 18-8 y fue nombrado mejor reboteador y taponador de la conferencia.

### Italia
Tras no ser elegido en el Draft de la NBA de 2003, Singleton se tuvo que marchar a jugar al Sicc Cucine Jesi de la segunda división italiana durante la temporada 2003-04, promediando 20.8 puntos y 12 rebotes, y siendo nombrado mejor jugador de la liga. Posteriormente fichó por el Olimpia Milano de la Lega 1, ayudando con 11.5 puntos, 8.6 rebotes y 2.6 robos de balón en 46 partidos jugados, y llegando hasta las finales de liga. Fue nombrado MVP del All-Star de Italia.

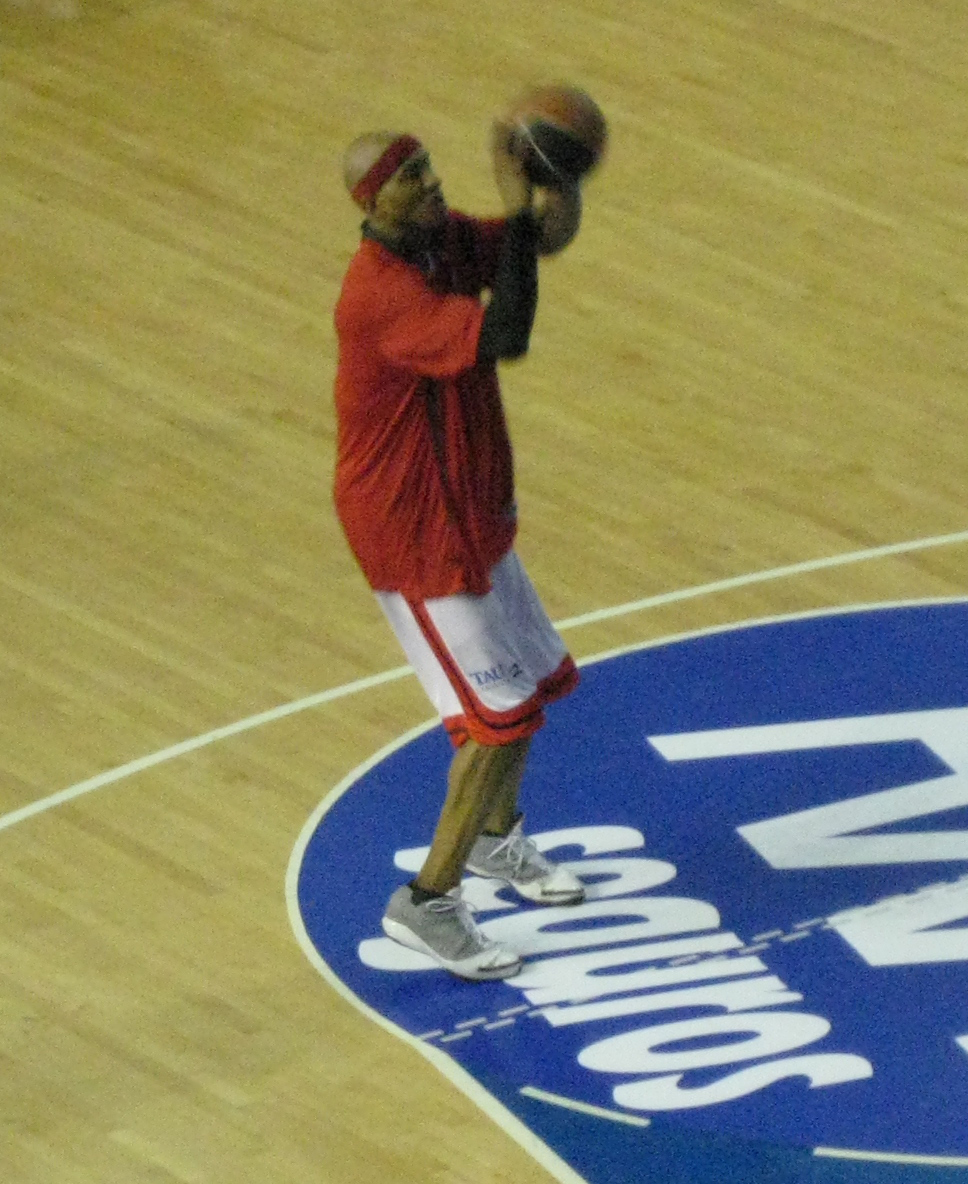
Singleton en su etapa con el Tau.

### NBA
Tras su paso por Europa, firmó con Los Angeles Clippers el 30 de agosto de 2005 un contrato de dos temporadas. En su año rookie comenzó de titular en los Clippers, finalizando la temporada regular con 10 partidos jugados desde el inicio de 59 en los que apareció, promediando 3.4 puntos y 3.3 rebotes en 12.8 minutos, y ayudando a que el equipo se clasificara para playoffs tras muchos años sumidos en las profundidades de la liga. Sus prestaciones bajaron la campaña siguiente, firmando 1.6 puntos, 2 rebotes y 7.1 minutos en 53 encuentros.

### ACB
En agosto de 2007 firmó por una temporada por el Tau Cerámica de la Liga ACB española. Sin embargo, una grave lesión producida en la Supercopa ACB, antes del comienzo de la temporada regular, le obligó a perderse los primeros meses de la competición. El 5 de marzo reapareció en un partido de Euroliga contra el Lietuvos Rytas.Después de su reaparición fue uno de los mejores jugadores del TAU, que, en esa misma temporada consiguió proclamarse campeón de la liga ACB.

### Regreso a la NBA
En verano de 2008 regresó a la NBA al fichar por Dallas Mavericks. 
El 13 de febrero de 2010, Singleton fue traspasado a Washington Wizards junto con  Josh Howard, Drew Gooden y Quinton Ross a cambio de Caron Butler, Brendan Haywood y DeShawn Stevenson.

### China
En septiembre de 2010, sorprende a todo el mundo del baloncesto cuando anuncia su contrato con los Xinjiang Flying Tigers de la CBA (la liga China), el alero tenía posibilidades de seguir jugando en la mejor liga del mundo, los Wizard y varias franquicias más, estaban interesadas en sus servicios, pero siempre como jugador de rotación y por el salario mínimo. Argumentos más que suficientes para decidir cambiar de liga, país y continente y llegar al subcampeón chino.
En abril de 2012 firma contrato por 10 días con los Washington Wizards. Pero a finales de 2012, vuelve a firmar con los Xinjiang Flying Tigers un contrato de 2 años.

### G League y Venezuela
Después de tomarse un descanso por el nacimiento de su hijo, firmó con los Canton Charge de la NBA G League, el 29 de enero de 2015. El 8 de mayo de ese año firma con Guaros de Lara de la Liga Profesional de Baloncesto de Venezuela.

### Israel
El 13 de agosto de 2015, Singleton firma con el Bnei Herzliya de la primera isrelí Ligat HaAl.
El 7 de agosto de 2016, se une al Maccabi Kiryat Gat israelí que compite en la Ligat Winner.

### Corea
Pero tras 8 encuentros, el 20 de diciembre, se marcha a Corea a firmar con los Seoul SK Knights de la Korean Basketball League.

### Entrenador
Tras su paso por Corea, en 2017, decide retirarse profesionalmente y se establece como entrenador asistente de los Austin Spurs de la NBA G League.

## Estadísticas de su carrera en la NBA

### Temporada regular
| Año     | Equipo        | PJ  | PT | MPP  | %TC  | %3P  | %TL   | RPP | APP | ROB | TPP | PPP |
| ------- | ------------- | --- | -- | ---- | ---- | ---- | ----- | --- | --- | --- | --- | --- |
| 2005-06 | L.A. Clippers | 59  | 10 | 12.8 | .510 | .500 | .780  | 3.3 | .5  | .3  | .4  | 3.4 |
| 2006-07 | L.A. Clippers | 53  | 0  | 7.1  | .366 | .214 | .759  | 2.0 | .3  | .3  | .3  | 1.6 |
| 2008-09 | Dallas        | 62  | 6  | 14.3 | .529 | .325 | .859  | 4.0 | .3  | .4  | .5  | 5.1 |
| 2009-10 | Dallas        | 25  | 0  | 8.4  | .375 | .227 | 1.000 | 2.2 | .4  | .4  | .3  | 2.4 |
| 2009-10 | Washington    | 32  | 3  | 23.9 | .384 | .133 | .839  | 6.9 | .7  | .5  | 1.1 | 6.1 |
| 2011-12 | Washington    | 12  | 0  | 21.8 | .547 | .222 | .933  | 6.8 | 1.3 | .8  | .7  | 8.2 |
| Total   | Total         | 243 | 19 | 13.4 | .462 | .292 | .833  | 3.7 | .4  | .4  | .5  | 3.9 |

### Playoffs
| Año   | Equipo        | PJ | PT | MPP | %TC  | %3P  | %TL  | RPP | APP | ROB | TPP | PPP |
| ----- | ------------- | -- | -- | --- | ---- | ---- | ---- | --- | --- | --- | --- | --- |
| 2006  | L.A. Clippers | 7  | 0  | 1.7 | .333 | .000 | .000 | .4  | .3  | .0  | .0  | .3  |
| 2009  | Dallas        | 9  | 0  | 4.7 | .500 | .400 | .000 | .7  | .0  | .0  | .1  | 1.3 |
| Total | Total         | 16 | 0  | 3.4 | .462 | .286 | .000 | .6  | .1  | .0  | .1  | .9  |